# Miko (svečenica)
Miko (巫女) ali dekle iz svetišča je mlada svečenica, ki dela v šintoističnem svetišču. Miko so nekoč verjetno imeli za šamane, vendar jih v sodobni japonski kulturi razumejo kot institucionalizirano vlogo v vsakdanjem življenju, ki so usposobljene za opravljanje nalog, od svetega čiščenja do izvajanja svetega plesa Kagura.

## Videz
Tradicionalna obleka miko je par rdečih hakama (緋袴) (razdeljene, nagubane hlače), bele kosode (predhodnik kimona) in nekaj belih ali rdečih trakov za lase. V šintoizmu bela barva simbolizira čistost. Oblačilo, ki se obleče čez kosode med plesi Kagura, se imenuje čihaja (千早).
Tradicionalni miko pripomočki so Azusa Jumi (梓弓, "sveti lok iz katalpe"), tamaguši (玉串) (vejica drevesa sakaki (Cleyera japonica)) in gehōbako (外法箱, "nadnaravna škatla, ki vsebuje lutke, živalske in človeške lobanje ... [in] šintoistične molitvene kroglice").
Miko na obredih uporablja tudi zvonove, bobne, sveče, gohei (御幣, lesene palice, okrašene z dvema ščitoma) in sklede riža.

## Definicija
Japonski besedi miko in fudžo ("šamanka" oziroma "svečenica") se običajno piše 巫女 kot sestavljenka iz kandžija 巫 ("šaman") in 女 ("ženska"). Miko je bilo arhaično napisano 神子 (dob. 'kami' ali "bog" + "otrok") in 巫子 ("šamanski otrok").
Izraza ne smemo zamenjevati z miko, ki pomeni "princ", "princesa" ali "vojvoda", ki se sicer različno piše 御子 ("avgustovski otrok"), 皇子 ("cesarski otrok"), 皇女 ("cesarska hči" , izgovarja se tudi himemiko), 親王 ("princ") ali 王 ("kralj", "princ" ali "vojvoda"). Ti zapisi miko so se pogosto uporabljali v naslovih starodavnih japonskih plemičev, kot je princ Kusakabe (草壁皇子, Kusakabe no Miko ali Kusakabe no Ōdži).
Miko je nekoč izvajala obsedenost z duhom in takusen (pri čemer obsedena oseba služila kot "medij" (jorimaši) za sporočanje božanske volje ali sporočila tega kamija ali duha; v kategorijo takusen je vključeno tudi "sanjsko razodetje" (mukoku), v katerem se kami pojavi v sanjah, da bi sporočil svojo voljo) kot poklicne funkcije v službi svetišč. Sčasoma so zapustile svetišča in začele samostojno delovati v posvetni družbi. Poleg medija ali miko (ali geki, moškega šamana) lahko mesto takusena občasno obišče tudi sajaniva, ki razlaga besede obsedene osebe, da jih naredijo razumljive drugim prisotnim. Kamigakari in takusen sta lahko pasivna, ko oseba spregovori, potem ko je nenadoma postala nehote obsedena ali ima sanjsko razodetje; lahko sta tudi aktivna, ko je v določeni osebi sprožena obsedenost z duhom, da ugotovi božansko voljo ali pridobi božansko razodetje.
Miko poznamo pod številnimi imeni; Fairchild navaja 26 izrazov za "Miko, ki je povezana s svetiščem"  in 43 za "Miko, ki ni povezana s svetiščem". Druga imena so ičiko (巫子, »šamanski otrok«) ali »tržni/mestni otrok« (巫子) (oboje verjetno ateji pomeni »ženski medij; vedeževalka«) in reibai (霊媒, kar pomeni »duh gre -med, srednje").
Nekateri učenjaki dajejo prednost transkripciji miko, s čimer nasprotujejo japonskemu mikoizmu z drugimi azijskimi izrazi za ženske šamane. Kot pojasnjuje Fairchild:
 Ženske so imele pomembno vlogo v regiji, ki se je raztezala od Mandžurije, Kitajske, Koreje in Japonske do [otokov Rjukju]. Na Japonskem so bile te ženske svečenice, vedeževalke, čarovnice, prerokinje in šamanke v ljudski veri ter so bile glavne izvajalke v organiziranem šintoizmu. Te ženske so se imenovale Miko, avtor pa kompleks imenuje "mikoizem" zaradi pomanjkanja ustreznega prevoda.

## Mikoizem

### Zgodovina
Tradicije miko segajo v prazgodovinsko Obdobje Džomon na Japonskem, ko so šamanke zahajale v »trans in posredovale besede bogov« (kami), dejanje, primerljivo s »Pitijo ali sibilo v stari Grčiji«.
Najzgodnejši zapis o čemer koli, kar spominja na izraz miko, je kitajsko sklicevanje na Himiko (卑弥呼, c. 170–248 n. št. je bila šamanka-kraljica Jamatai-kokuja v Vakokuju), najzgodnejšo utemeljeno zgodovinsko omembo Japonske (ne legendarno), vendar je popolnoma neznano, ali je bil Himiko miko ali celo, če je miko obstajala v tistih dneh.
Zgodnje miko so bile pomembne družbene osebnosti, ki so bile »povezane z vladajočim razredom«. »Poleg svojih obrednih predstav ekstatičnega transa,« piše Kuly, »je [miko] izvajala različne verske obrede in politične funkcije«. Ena tradicionalna šola miko, dodaja Kuly, »trdi, da izvira iz boginje Uzume«.
V obdobju Nara (710–794) in obdobju Heian (794–1185) so vladni uradniki poskušali nadzorovati prakso miko. Kot ugotavlja Fairchild:
 Leta 780 in 807 so bile objavljene uradne bule proti uživanju ekstaze zunaj avtoritete svetišč. Te bule niso bile namenjeni le ekstazi, ampak so bili namenjene čarovnikom, svečenikom, itd. Šlo je za poskus pridobitve popolnega nadzora, hkrati pa za izkoreninjenje zlorab, ki so se dogajale.
V fevdalnem obdobju Kamakura (1185–1333), ko so Japonsko nadzorovale vojskujoče se domene šoguna:
 'Miko je bila prisiljena v beraštvo, saj so bila svetišča in templji, ki so ji zagotavljali preživetje, uničena. Ker je bila ločena od verskega konteksta, se je njen nastop še bolj oddaljil od verskega okolja in bolj k necerkvenemu okolju. Potujočo miko, znano kot aruki miko, so začeli povezovati s prostitucijo. ... Postava ženske, ki je bila blizu kamiju, se je zmanjšala, ko je oblast prevzela patriarhalna, militaristična družba.
Med obdobjem Edo (1603–1868), piše Groemer, so »organizacijske strukture in umetnosti, ki so jih izvajale šamanke na vzhodu Japonske, doživele pomembne spremembe«. Čeprav so bile v obdobju Meidži (1868–1912) številne šamanistične prakse prepovedane:
 Po letu 1867 je želja vlade Meidži, da bi ustvarila obliko državnega šintoizma s cesarjem – glavnim šamanom naroda – pomenila, da je treba šintoizem ločiti od budizma in ljudskih veroizpovedi. Posledično so se v uradnem diskurzu vse pogosteje ponavljala negativna stališča do miko in njenih institucij.
Obstajal je edikt, imenovan Miko Kindanrei (巫女禁断令), ki so ga uveljavile varnostne sile, zveste cesarskim silam, ki je prepovedoval vse duhovne prakse miko, izdal pa ga je leta 1873 Oddelek za verske zadeve (教部).
Šintoistični plesni obred kagura, ki izvira iz »ritualnih plesov za prenos božanskih orakljev«, se je v 20. stoletju preoblikoval v priljubljen obredni ples, imenovan Miko-mai (巫女舞) ali Miko-kagura (巫女神楽)

### Tradicionalni trening
Položaj šamana je prehajal iz roda v rod, včasih pa je kdo, ki ni neposredno potomec šamana, šel prostovoljno na usposabljanje ali pa so ga imenovali vaški poglavarji. Da bi to dosegla, je morala imeti takšna oseba nek potencial. Številne značilnosti lahko vidimo kot znak, da je oseba poklicana k šamanizmu: nevroze, halucinacije, nenavadno vedenje in histerija. Ta stanja se še vedno imenujejo šamanske bolezni.
Da bi postala šamanka, je morala deklica (še mlada, večinoma po začetku menstruacijskega cikla) opraviti zelo intenzivno usposabljanje, specifično za kučijose miko. Priznani starejši šaman, ki je lahko družinski član (na primer teta) ali član plemena, bi deklico med usposabljanjem naučil tehnik, ki so potrebne za nadzor nad njenim stanjem transa. To bi dosegli z obredi, ki vključujejo umivanje s hladno vodo, redno čiščenje, abstinenco in upoštevanje običajnih tabujev, kot so smrt, bolezen in kri. Preučila bi tudi, kako komunicirati s kami in duhovi pokojnikov kot medij, če bi bila obsedena s temi duhovi. To so dosegli s petjem in plesom, zato so deklico naučili melodij in intonacije, ki so jih uporabljali v pesmih, molitvah in magičnih formulah, podprtih z bobni in ropotulji.
Drugi atributi, ki so se uporabljali za obrede, so bili ogledala (za privabljanje kamija) in meči (katana). Potrebovala je tudi poznavanje več imen kamijev, ki so bili pomembni za njeno vas, pa tudi njihovo funkcijo. Končno se je naučila skrivnega jezika, ki so ga poznali le poznavalci (drugi šamani plemena), in tako odkrila skrivnosti vedeževanja in magičnih formul.
Po usposabljanju, ki bi lahko trajalo od tri do sedem let, bi deklica dobila svoj obred iniciacije, da bi postala pravi šaman. Tej mistični slovesnosti so bili priča njen mentor, drugi starešine in kolegi šamani. Deklica je nosila bel prt kot simbol konca prejšnjega življenja. Starejši so začeli peti in čez nekaj časa je deklica začela drhteti. Nato bi njen mentor vprašal dekle, kateri kami jo je obsedel in je zato tisti, ki mu bo služila. Takoj ko se je oglasila, ji je mentor vrgel rižev kolaček v obraz, zaradi česar je deklica padla v nezavest. Starejši so deklico prinesli v toplo posteljo in jo greli, dokler se ni zbudila. Ko je bila vsa preizkušnja končana in se je dekle prebudilo, so ji dovolili, da obleče barvno poročno obleko in izvede ustrezno tradicijo poročne zdravice.
Podobnost poročnega obreda kot obreda iniciacije nakazuje, da je pripravnica, še vedno devica, postala nevesta kamija, ki mu je služila (imenovan Tamajori Hime (玉依姫)). Med njenim transom je omenjeni kami zaprosil dekle v svoje svetišče. V nekaterih predelih Japonske je morala prinesti lonec, napolnjen z rižem (mešibicu) in ponev. Stara, dolgo opuščena praksa je bila, da je miko imela spolne odnose s kanušijem, ki je predstavljal kamija. Vsak nastali otrok bi se štel za otroka kamija (御子神, mikogami).
V nekaterih primerih je dekleta ali ženske ponoči obiskal popotni duh (稀人, marebito). Po tem obisku je ženska objavila javnosti svoj novi položaj, da je obsedena s kamijem, tako da je na streho svoje hiše postavila puščico z belim perjem.

## Sodobne miko
Sodobne miko pogosto vidimo v šintoističnih svetiščih, kjer pomagajo, izvajajo obredne plese, ponujajo omikudži vedeževanje, prodajajo spominke in pomagajo kanušiju pri šintoističnih obredih. Kuly opisuje sodobno miko kot: »Daljna sorodnica njene predmoderne šamanske sestre, je najverjetneje študentka, ki prejema skromno plačo na tem honorarnem delovnem mestu«.
Etnolog Kunio Yanagita (1875–1962), ki je prvi proučeval japonske šamanke, jih je ločil v džindža miko (神社巫女, »šamanke v svetiščih«), ki plešejo z zvonovi in sodelujejo v ritualih judate (湯立て, »vrela voda«), kučijose miko (ロ寄せ巫女, "šamanke duhovnih medijev"), ki govorijo v imenu pokojnika, in kami uba (神姥, "božje ženske"), ki se ukvarjajo s kultnim čaščenjem in invokacijami (na primer Tenrikjo, ustanovitelj Nakajama Miki).
Raziskovalci so sodobno miko nadalje kategorizirali glede na njihove raznolike tradicije in prakse. Takšne kategorizacije vključujejo slepe itako (koncentrirana na severni in vzhodni Japonski), večinoma slepe okamin (severna in vzhodna Japonska), slepe vaka ali ovaka (severovzhodna Japonska), moriko (severno in vzhodno od Tokia), nono (osrednja Japonska), slepe zatokaka (severozahodna Japonska), sasa hataki, ki tapkajo saso ("bambusova trava") po obrazu (severovzhodno od Tokia), ter družinske in vaške organizacije.[29] Drugi delijo miko ali fudžo glede na slepoto na slepo ogamija (尾上屋, "strokovnjak za invokacijo") ali ogamisamo, ki izvajajo kučijose in duhovno medijstvo, ter videče miko ali kamisamo, ki izvajajo divinacijo in invokacije.
V eklektični veri Šugendō so se duhovniki, ki so izvajali ekstazi, pogosto poročili z miko. Mnogi učenjaki prepoznavajo šamanske značilnosti miko v Šinšūkjō (»nove religije«), kot so Sukjo Mahikari, Ōmoto in Šinmeiaišinkai.